# Medusozoa
Medusozoa é um agrupamento taxonómico que inclui as medusas, mães d'água, águas-vivas ou alforrecas,  formas de vida livre dos cnidários adultos, que se encontram nas classes Scyphozoa, Hydrozoa e Cubozoa. Quase todas as medusas vivem nos oceanos, como componentes do zooplâncton.

## Descrição
Como todos os cnidários, o corpo das medusas é basicamente um saco com simetria radial formado por duas camadas de células, a epiderme, no exterior, e a gastroderme, no interior, com uma massa gelatinosa entre elas, chamada mesogleia, e aberto para o exterior. A forma pode variar desde um disco achatado até uma campânula quase fechada; na margem livre deste disco, que pode ser lisa, fendida ou ondulada, as medusas ostentam coroas de tentáculos com células urticantes, os cnidócitos, capazes de ejectar um minúsculo espinho que contém uma toxina, o nematocisto. Em algumas medusas, principalmente nos Scyphozoa, onde são mais desenvolvidas, a boca, chamada arquêntero, está munida de tentáculos, também com células urticantes e, por vezes, um véu chamado manúbrio. As medusas usam estes "aparelhos" não só para se defenderem dos predadores, mas também para imobilizarem uma presa, como um pequeno peixe, para se alimentarem. O corpo das medusas é formado por 95-99% de água.
Uma das medusas mais comuns é a medusa-da-lua (Aurelia aurita), que se encontra em quase todos os oceanos do mundo. As águas-vivas possuem entre 2 centímetros e 2 metros e até 40 tentáculos.

## Ontogenia e reprodução

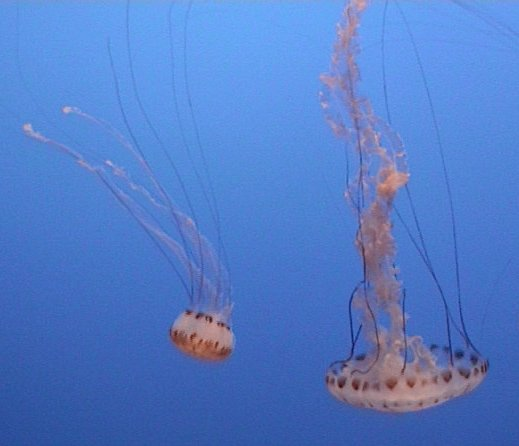
Medusas num aquário

Algumas espécies de cnidários passam por várias fases e metamorfoses durante o seu ciclo de vida. As medusas têm sexos separados e do ovo liberta-se uma larva chamada plânula pelágica de forma oval e completamente ciliada que, em algumas espécies, se desenvolve como uma nova medusa. Em outras, a plânula, quando encontra um substrato apropriado, fixa-se e se transforma num pólipo.
Os pólipos reproduzem-se assexuadamente, formando gomos que são réplicas menores do pólipo-pai. Estes gomos podem libertar-se e fixar-se noutro substrato ou podem iniciar o processo de estrobilação, dividindo-se em discos sobrepostos que se libertam como larvas pelágicas chamadas éfiras, que vão dar origem a novas medusas sexuadas.
Durante a reprodução sexual, as medusas libertam os produtos sexuais (óvulos e espermatozoides) na água, onde se dá a fertilização.

## Anatomia das medusas
Como todos os cnidários, as medusas têm nos tentáculos células urticantes chamadas cnidócitos que produzem os nematocistos, os túbulos urticantes. Quando uma presa entra em contacto com um tentáculo, centenas ou milhares de nematocistos são ejectados sobre a presa, paralisando-a. Com os tentáculos, o animal leva a presa para a "boca" - o arquêntero - por onde entra na cavidade central - o celêntero - para ser digerida.

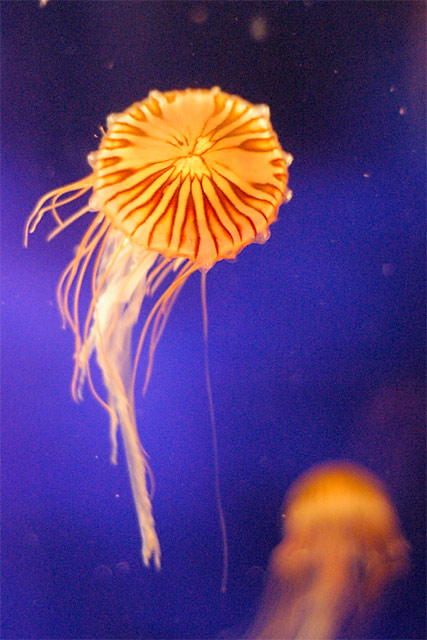
Tipo de medusa

Os cnidócitos são ativados por um simples mas efetivo sistema nervoso, formado por uma rede de células da epiderme. Os impulsos destas células são enviados para o anel nervoso, assim como os dos ropálios, que são verdadeiros órgãos dos sentidos, incluindo ocelos, que não são verdadeiros olhos, mas são sensíveis à luz.
Algumas medusas albergam zooxantelas, algas simbiontes que lhes fornecem energia - mas apenas na presença da luz e, por isso, as medusas realizam migrações para aproveitar o máximo da luz solar.
Estes animais não têm um verdadeiro sistema digestivo, nem sistema excretor - são as células da gastroderme que executam essas funções. A troca de fluidos e gases é efectuada através da expansão e redução do celêntero, realizada por células musculares na parede do corpo, que assim promovem a entrada e saída de água, para além do seu próprio movimento na água. Por esta razão, diz-se que as medusas têm um "esqueleto hidrostático".
Apesar das cnidas, a maioria das medusas não são perigosas para o homem. Ao contrário do que se pensa, a perigosa garrafa azul (Physalia), não é uma medusa, mas uma colónia de pólipos da classe Hydrozoa.

## Importância para o ser humano

### Culinária

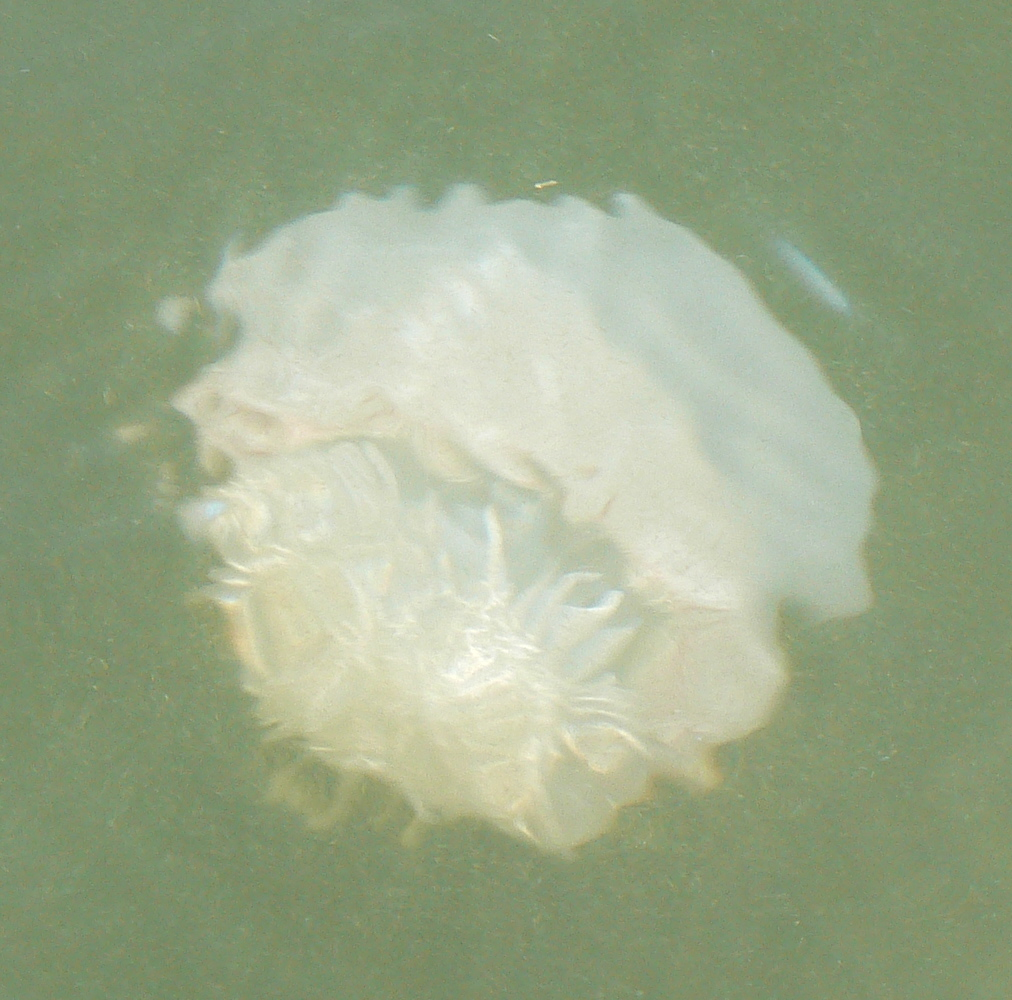
Stomolophus meleagris (bola-de-canhão) é utilizada em culinária.

Apenas as medusas da classe Scyphozoa e da ordem Rhizostomeae são utilizadas na alimentação humana; doze das cerca de 85 espécies descritas de Rhizostomeae são capturadas e comercializadas internacionalmente. A maior parte das capturas é realizada no sudeste asiático.  As espécies Rhopilema esculentum (nome em língua chinesa: 海蜇 hǎizhē, significando "urtiga-do-mar") e Stomolophus meleagris (cannonball jellyfish, ou “bola-de-canhão” nos Estados Unidos) são as mais apreciadas, por serem maiores e terem uma estrutura mais rígida que os outros sifozoários. Além disso, as suas toxinas são inócuas para o homem.

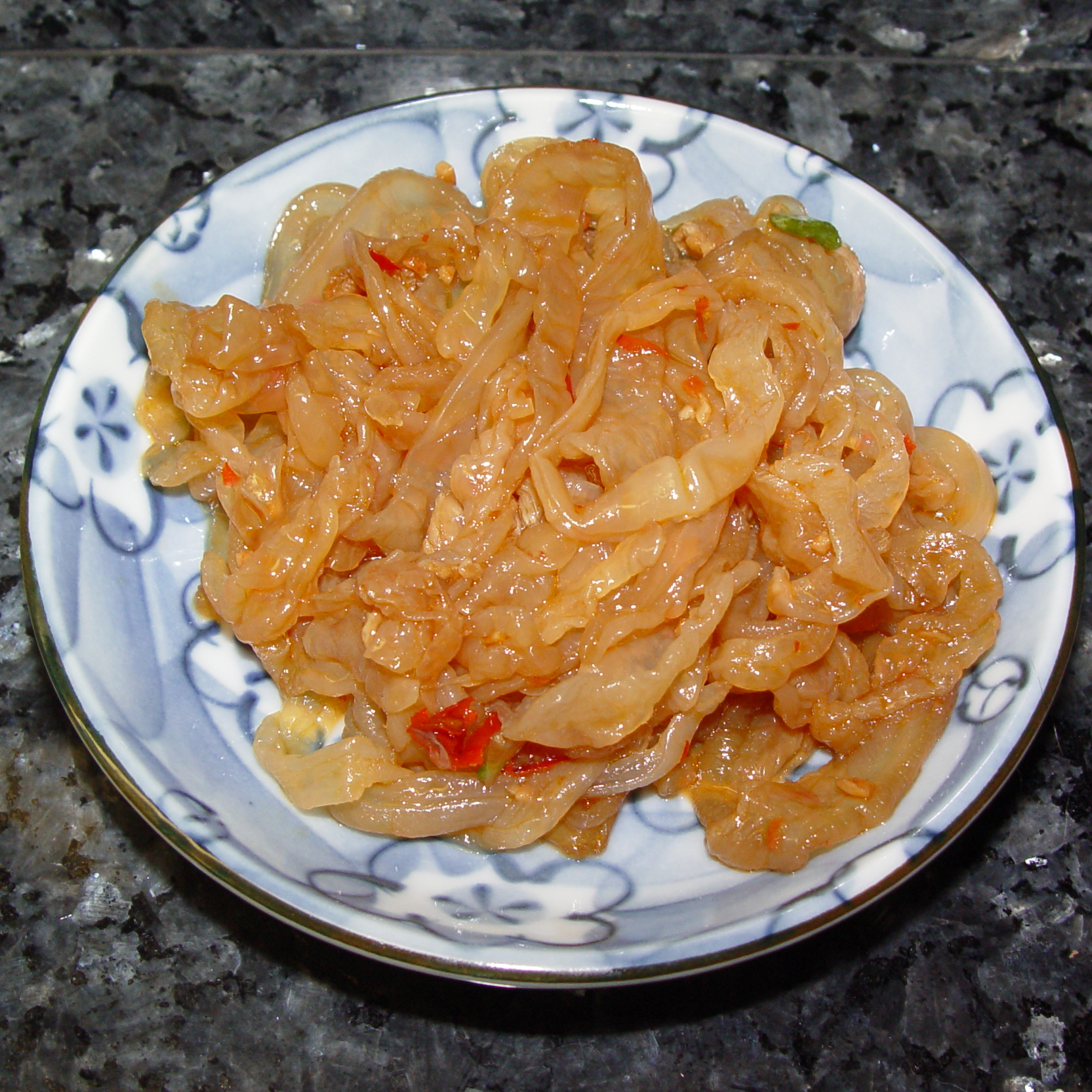
Tiras de medusa em molho de soja, óleo de sésamo e pimenta.

Os métodos de processamento tradicionais, realizados por um “Mestre de Medusas”, envolvem 20 a 40 dias e várias operações, em que a “umbrela” e braços orais são tratados com uma mistura de sal-de-cozinha e alúmen, enquanto são comprimidos com um peso. As gónadas e membranas mucosas são removidas antes da salga.  Este processo reduz a liquefação, os odores e o desenvolvimento de organismos daninhos, além de tornar o produto mais seco e ácido, com uma textura "crocante". As medusas assim preparadas retêm 7-10 % do peso em vivo, apesar de o produto conter cerca de 95 % de água e apenas 4-5 % de proteína, tornando-o relativamente baixo em calorias. As medusas acabadas de processar são brancas ou creme, tornando-se amarelas ou castanhas com um armazenamento prolongado.
Na China, as medusas processadas são postas de molho em água durante a noite e cozinhadas ou comidas cruas no dia seguinte.  O produto é cortado finamente e o prato é muitas vezes servido com um molho de óleo, molho de soja, vinagre e açúcar, ou como uma salada com vegetais. No Japão, o produto é apenas passado por água, cortado em tiras e servido com vinagre, como um aperitivo.
No sul dos Estados Unidos, incluindo a costa atlântica e o Golfo do México, desenvolveu-se uma pescaria de Stomolophus meleagris, para exportação para países asiáticos.

### Biotecnologia

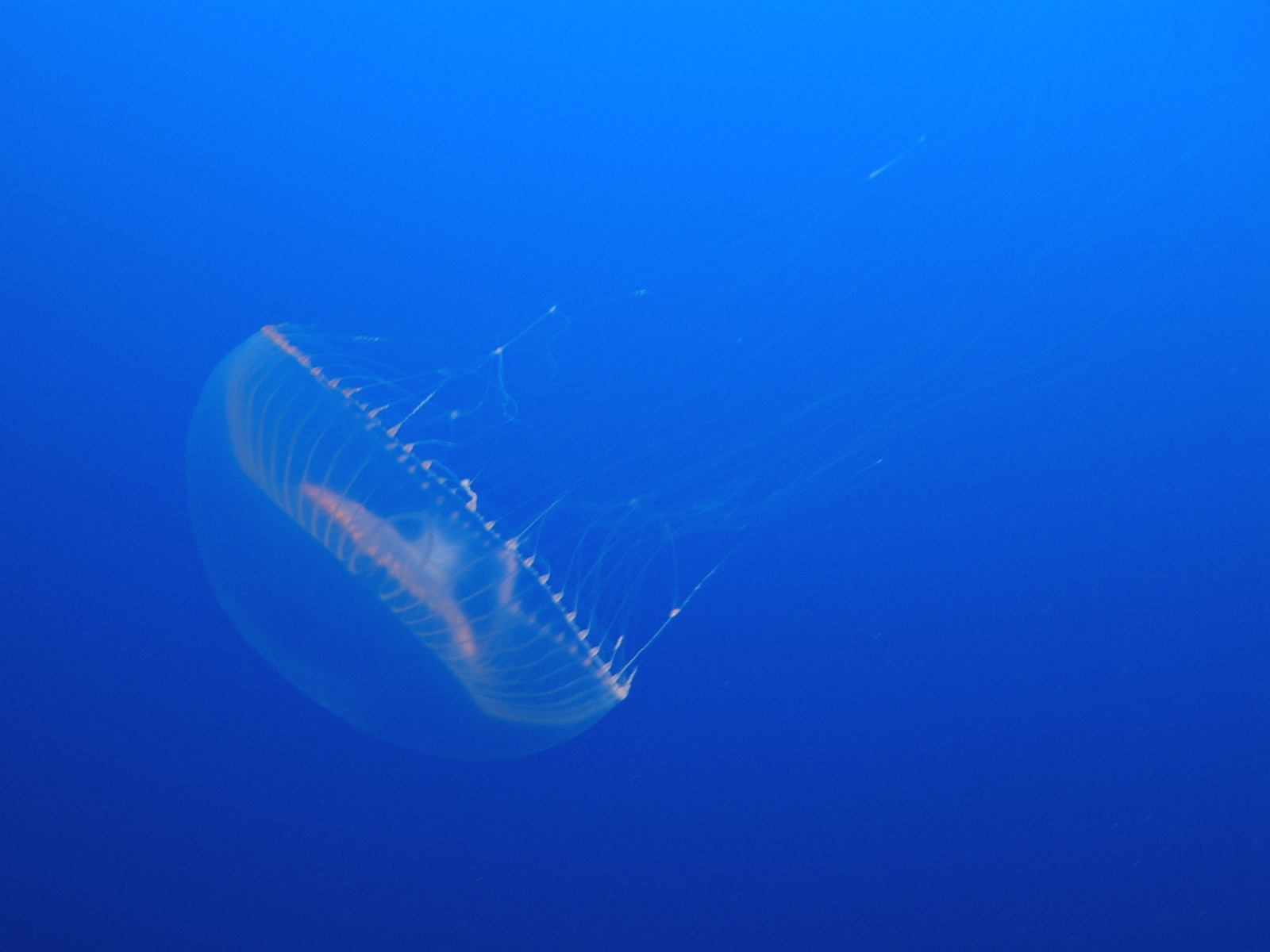
A hidromedusa Aequorea victoria

Em 1961, Osamu Shimomura da Princeton University extraiu a proteína verde fluorescente (GFP, do nome em inglês “Green Fluorescent Protein”) e outra proteína bioluminescente, chamada “aequorina”, da medusa Aequorea victoria. Três décadas mais tarde, Douglas Prasher, trabalhando na Woods Hole Oceanographic Institution, sequenciou e clonou o gene responsável pela produção da GFP. A seguir, Martin Chalfie da Columbia University descobriu o uso da GFP como marcador fluorescente de genes inseridos em células de outros organismos. Roger Tsien da University of California, San Diego, manipulou a GFP para obter outras cores de fluorescência para uso como marcadores. Em 2008, o Prémio Nobel da Química foi atribuído a Osamu Shimomura, Martin Chalfie e Roger Tsien pelo seu trabalho com a GFP.
A GFP artificial é usada para mostrar em que células ou tecidos se expressam certos genes. A técnica, usando engenharia genética, une o gene que se está a estudar com o que produz a GFP. O DNA combinado é inserido numa célula que vai gerar, seja uma linha de células, seja um animal completo com aquele gene modificado. A célula ou animal vão mostrar a expressão do gene artificial que, em vez de promover a produção da proteína normal, vai produzir GFP. Fazendo incidir luz sobre o animal ou célula, é possível, então, descobrir em que tecido, ou em que estado de desenvolvimento, se manifesta aquele gene.
Das medusas pode-se também extrair colagénio, que é usado em muitas aplicações científicas, incluindo o tratamento da artrite reumatoide.

### Aquariofilia

Um grupo de medusas da espécie Chrysaora fuscescens, do oceano Pacífico num aquário.

É frequente colocar medusas em aquários, geralmente com um fundo azul, enquanto os animais são iluminados lateralmente para maior contraste, uma vez que, em condições naturais, muitas medusas são tão transparentes que se tornam invisíveis.
Manter medusas em cativeiro implica alguns problemas. Isso se dá, em primeiro lugar, porque elas não estão adaptadas a espaços fechados, uma vez que dependem das correntes para transporte e alimentação. Assim, para compensar, os aquários que as mantêm - tipicamente circulares, para evitar que os animais fiquem presos num canto - devem ter um dispositivo para fazer circular a água.

### Toxicidade para o homem

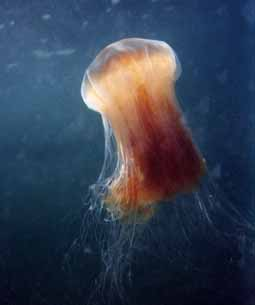
A medusa-juba-de-leão, Cyanea capillata, uma das maiores, pode causar incómodo, mas raramente é fatal.

Em geral, as picadas das medusas, principalmente da classe Scyphozoa, não são fatais, a não ser que a pessoa seja especialmente vulnerável à peçonha. No entanto, as da classe Cubozoa, como a tristemente famosa “irukandji”, podem sê-lo. Em qualquer caso, quando se verifica o ataque de uma pessoa por medusas, devem ministrar-se imediatamente os primeiros socorros.

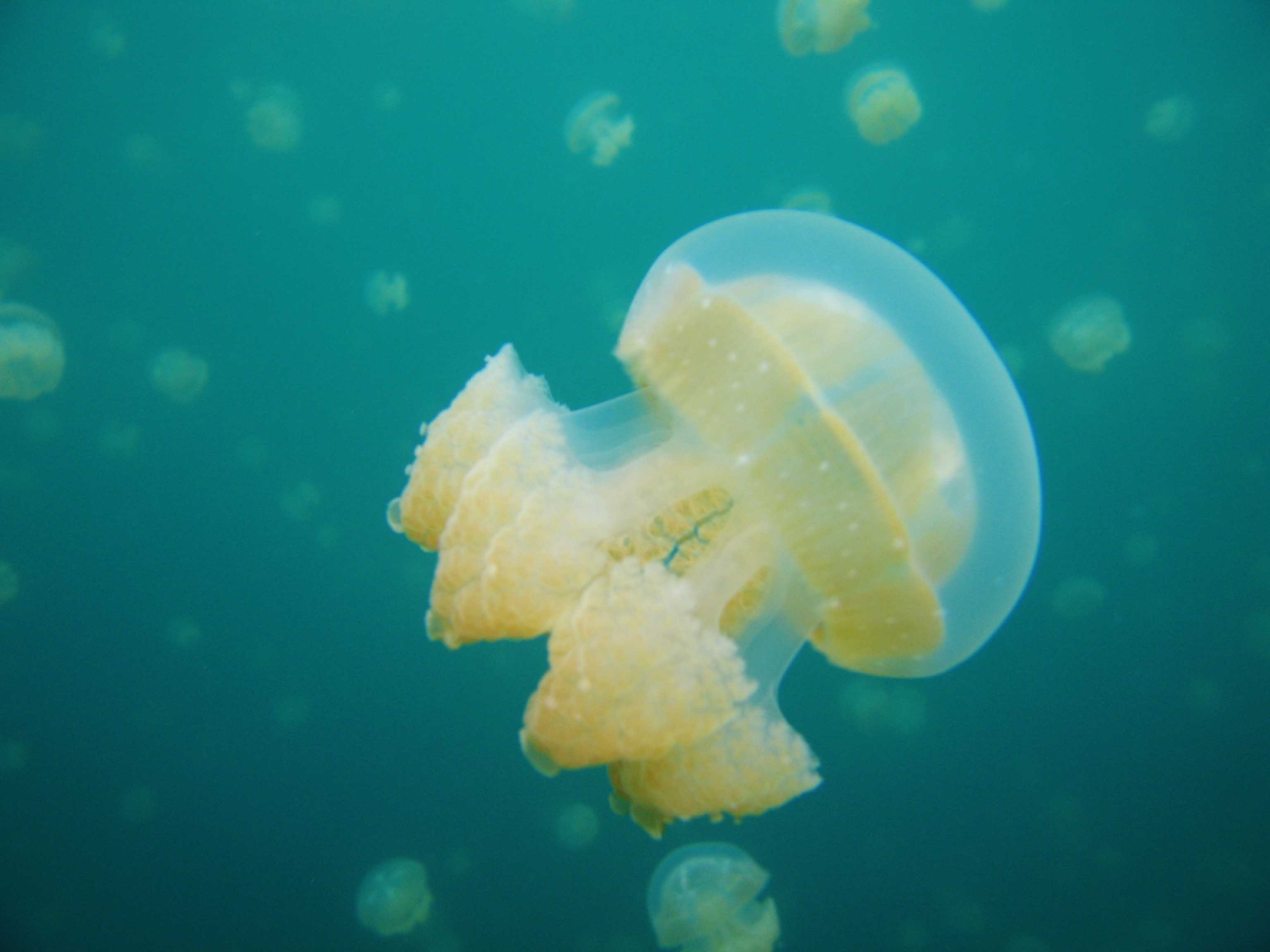
As picadas de algumas espécies de Mastigias não têm efeitos visíveis nos seres humanos

A primeira medida é tirar a pessoa atacada da água, para evitar o afogamento. Se a pessoa apresentar sintomas de choque anafilático, deve procurar-se ajuda especializada, sem demora. Caso o paciente esteja apenas dolorido, as medidas incluem a remoção de todos os tentáculos, seus restos, ou de cnidócitos da sua pele, por exemplo, aplicando creme de barbear e raspando a área afetada com uma lâmina ou cartão de crédito.
A aplicação de vinagre (ou de uma solução aquosa de ácido acético de 3 a 10%) pode ajudar, mesmo em picadas graves. Em casos de picadas nos ou perto dos olhos, o vinagre pode ser aplicado à volta com uma toalha. Água salgada também pode ser usada, caso o vinagre não esteja disponível. Caso o ataque tenha ocorrido em água salgada, não se deve utilizar água doce, pois mudanças da tonicidade podem causar a liberação de mais peçonha. O mesmo efeito negativo também pode ser causado ao se esfregar o local afetado, ou pelo uso de álcool, amónia ou urina.
Depois dos primeiros socorros, a aplicação de anti-histamínicos como a difenidramina pode diminuir a irritação. Para remover a peçonha da derme, pode aplicar-se uma pasta de bicarbonato de sódio em água, cobrir a área afetada e reaplicar a cada 15-20 minutos, se possível. Gelo também evita que a peçonha se espalhe.

## Medusas de Haeckel
O naturalista alemão Ernst Haeckel popularizou as medusas através das suas vívidas ilustrações, em especial na sua obra Kunstformen der Natur.

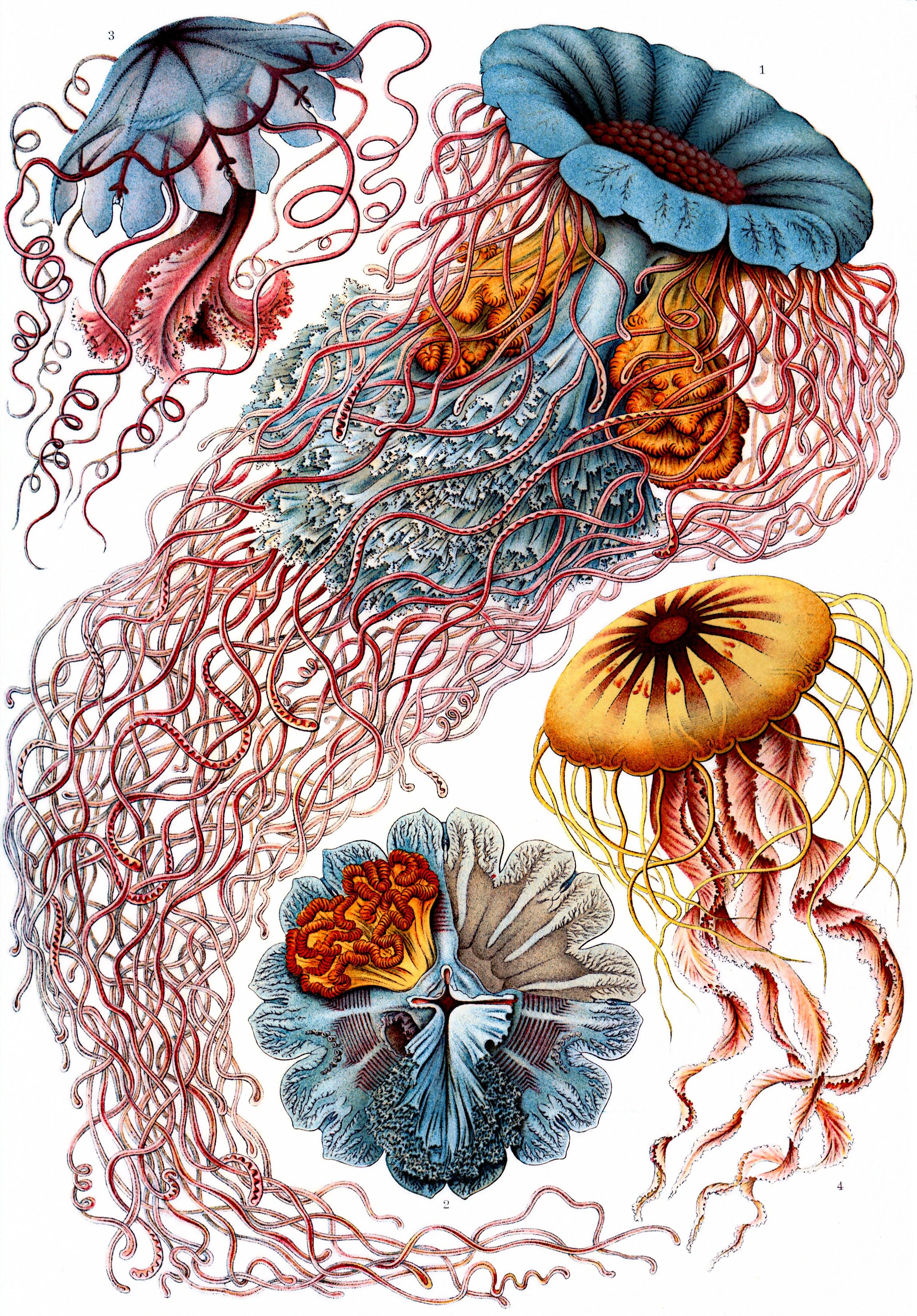
Discomedusae
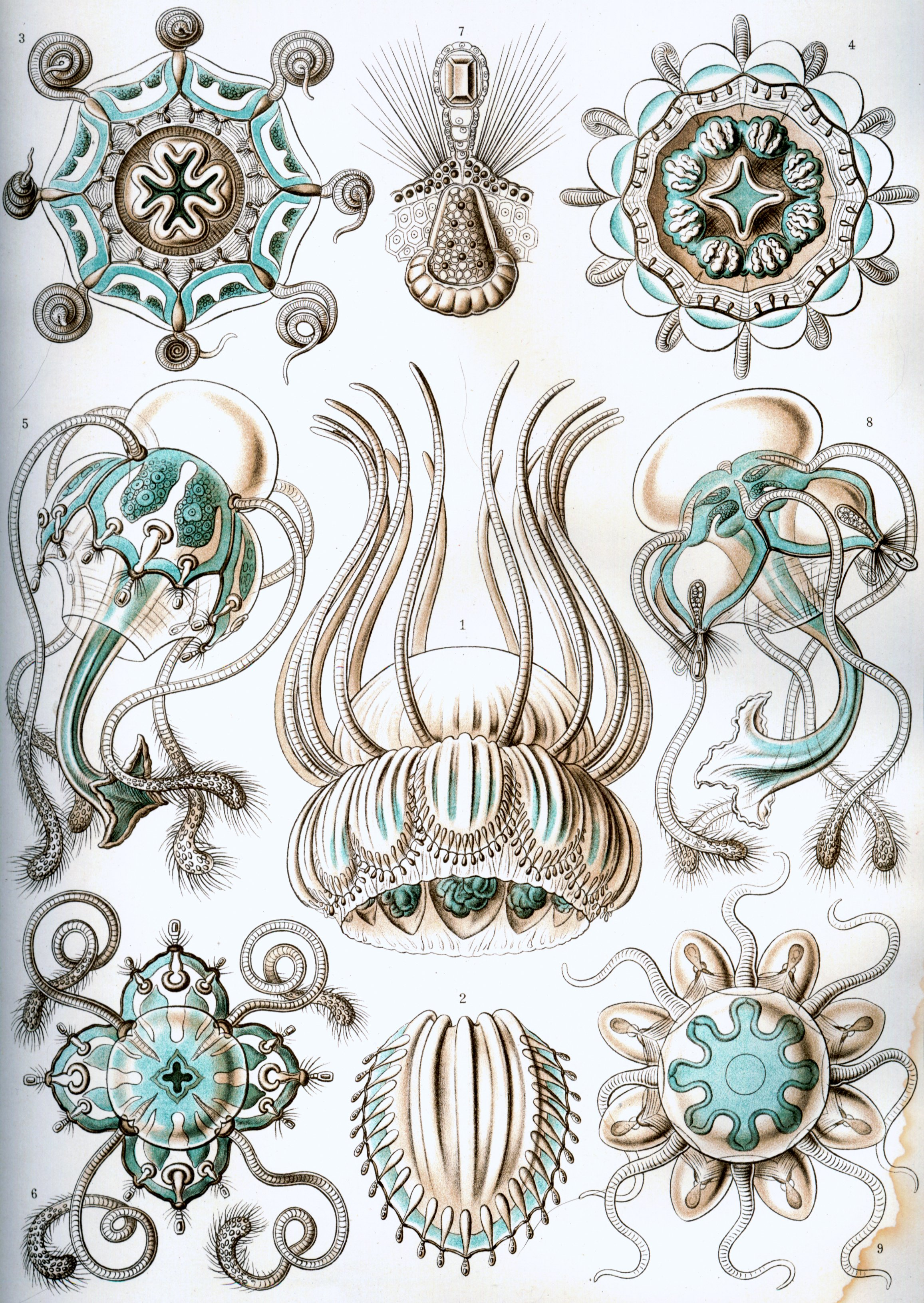
Narcomedusae
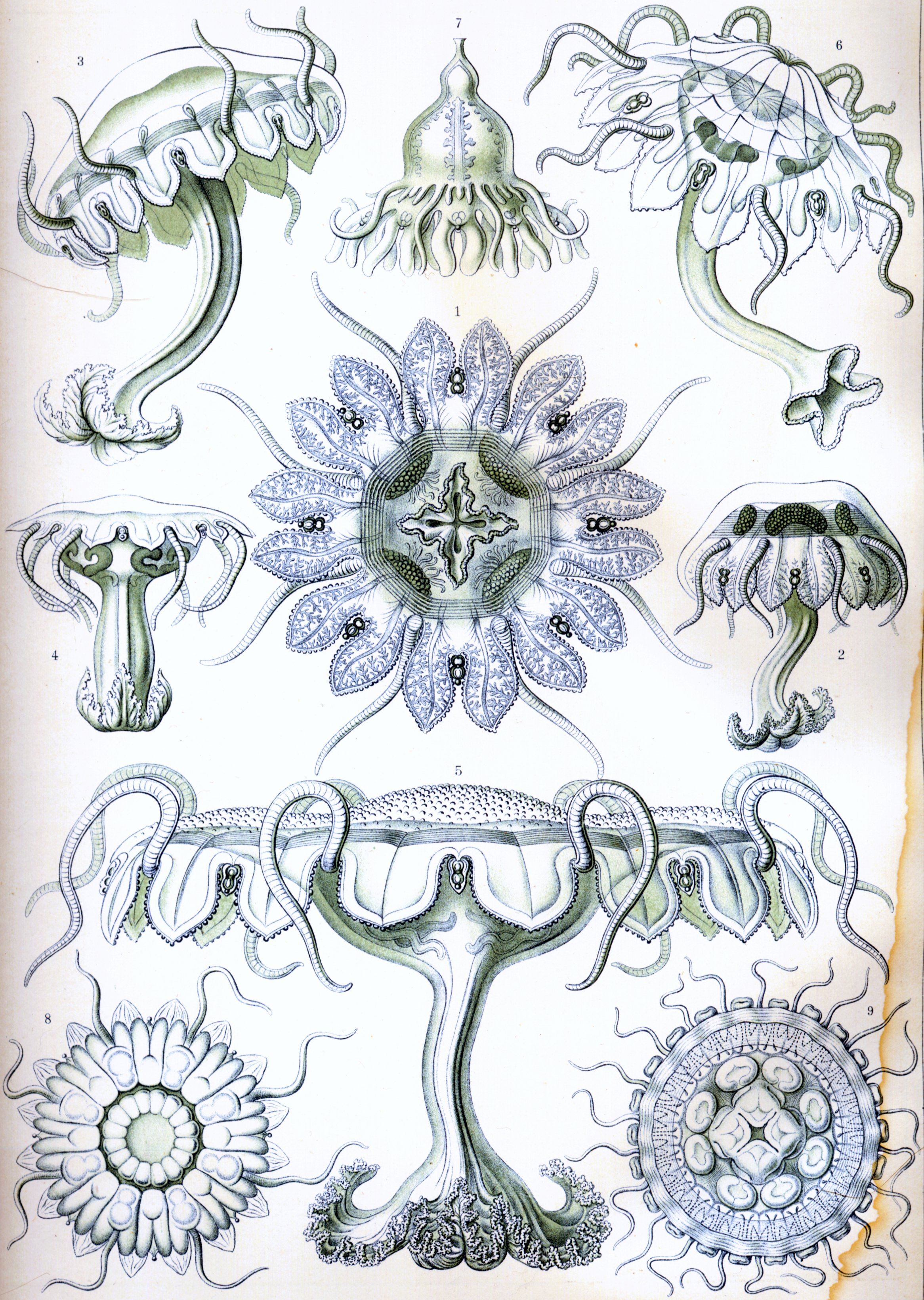
Discomedusae
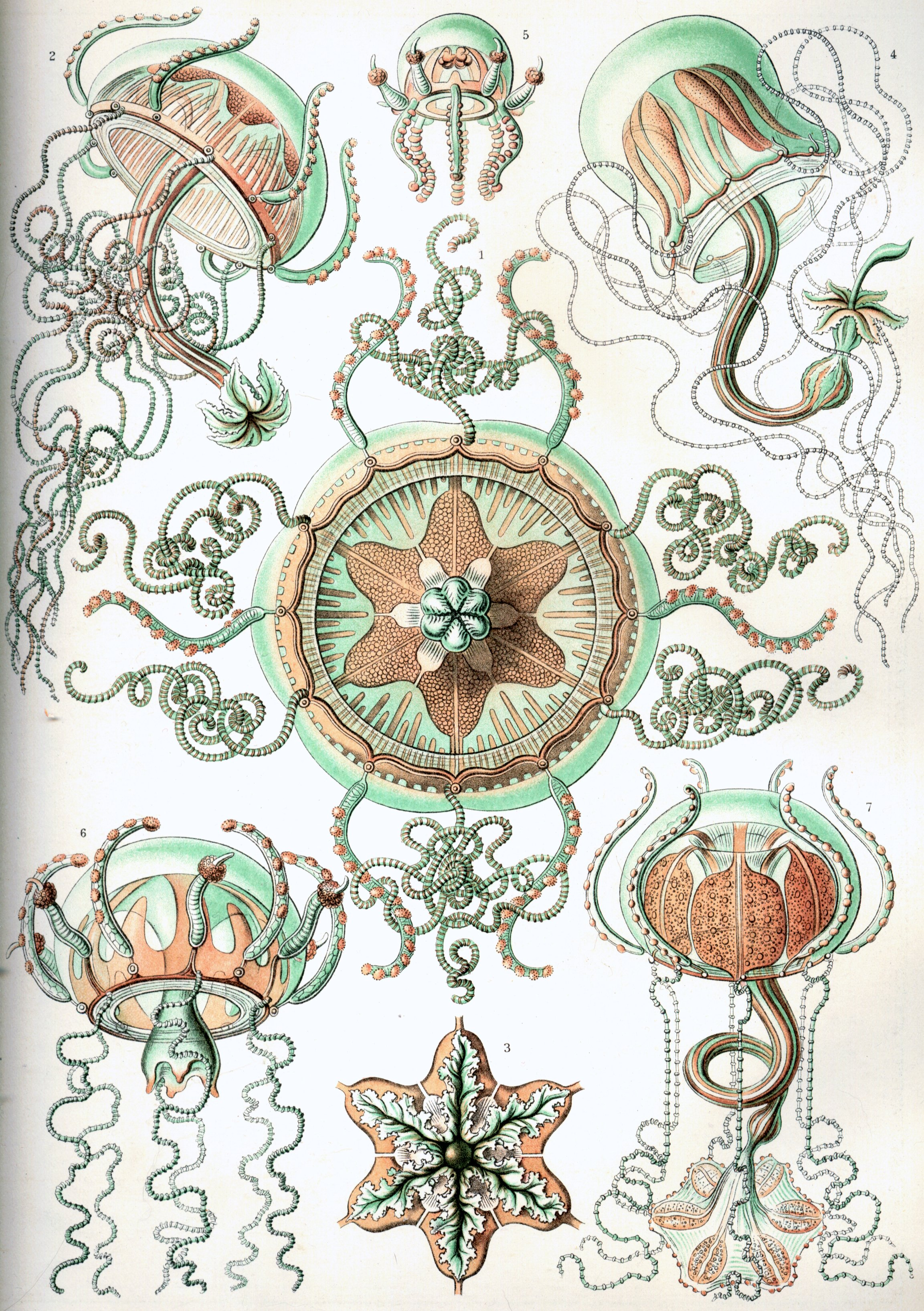
Trachomedusae
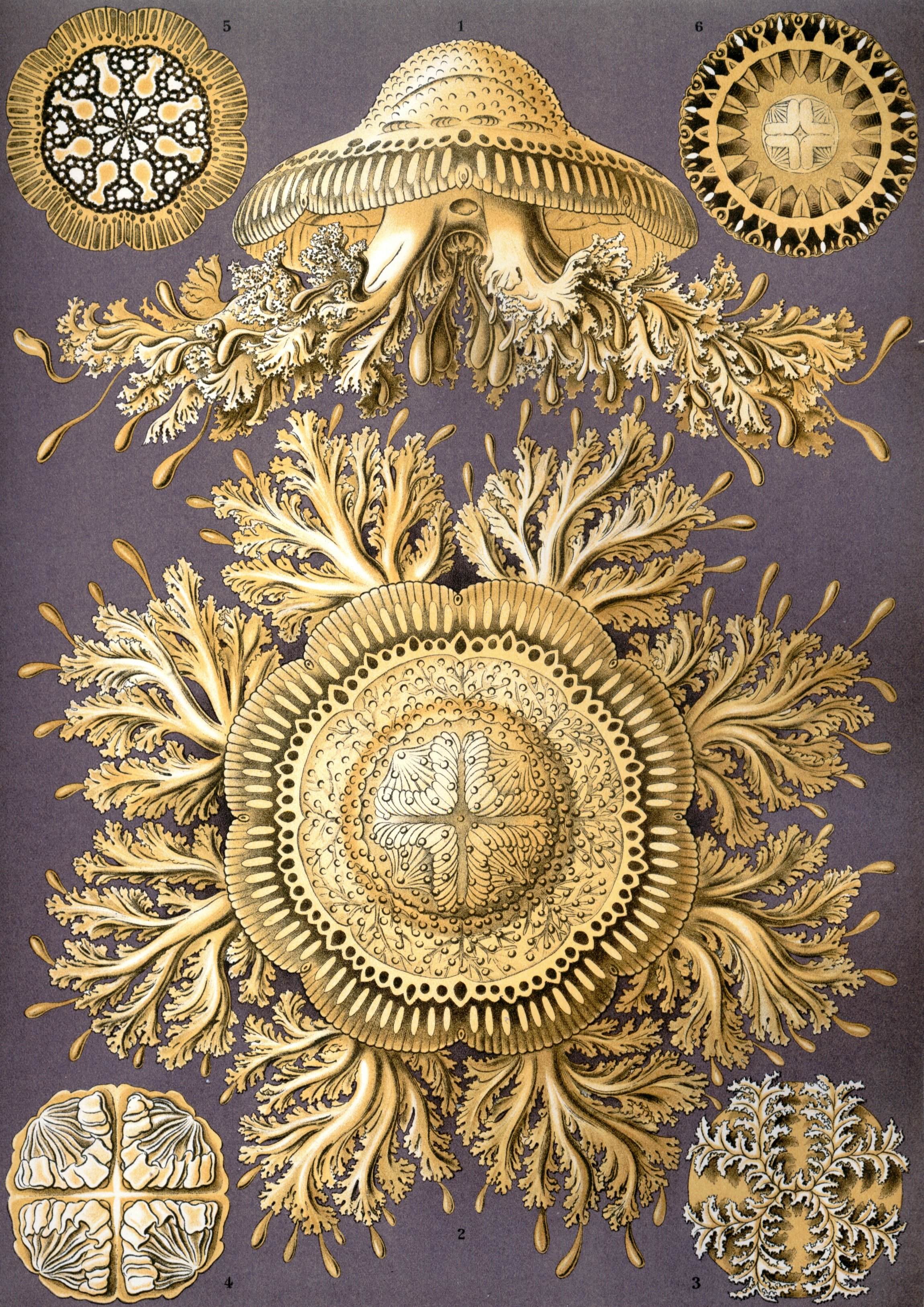
Discomedusae
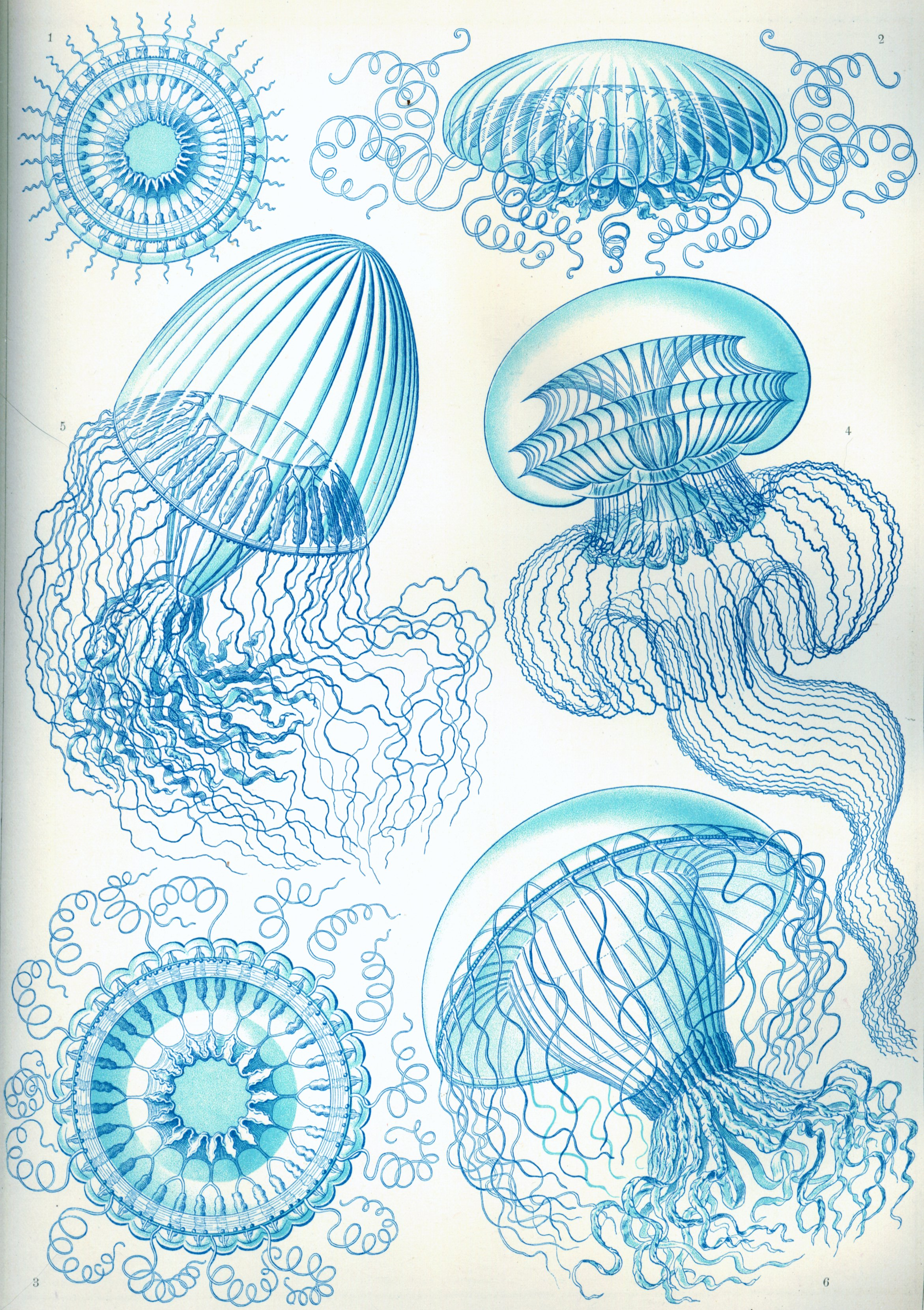
Leptomedusae
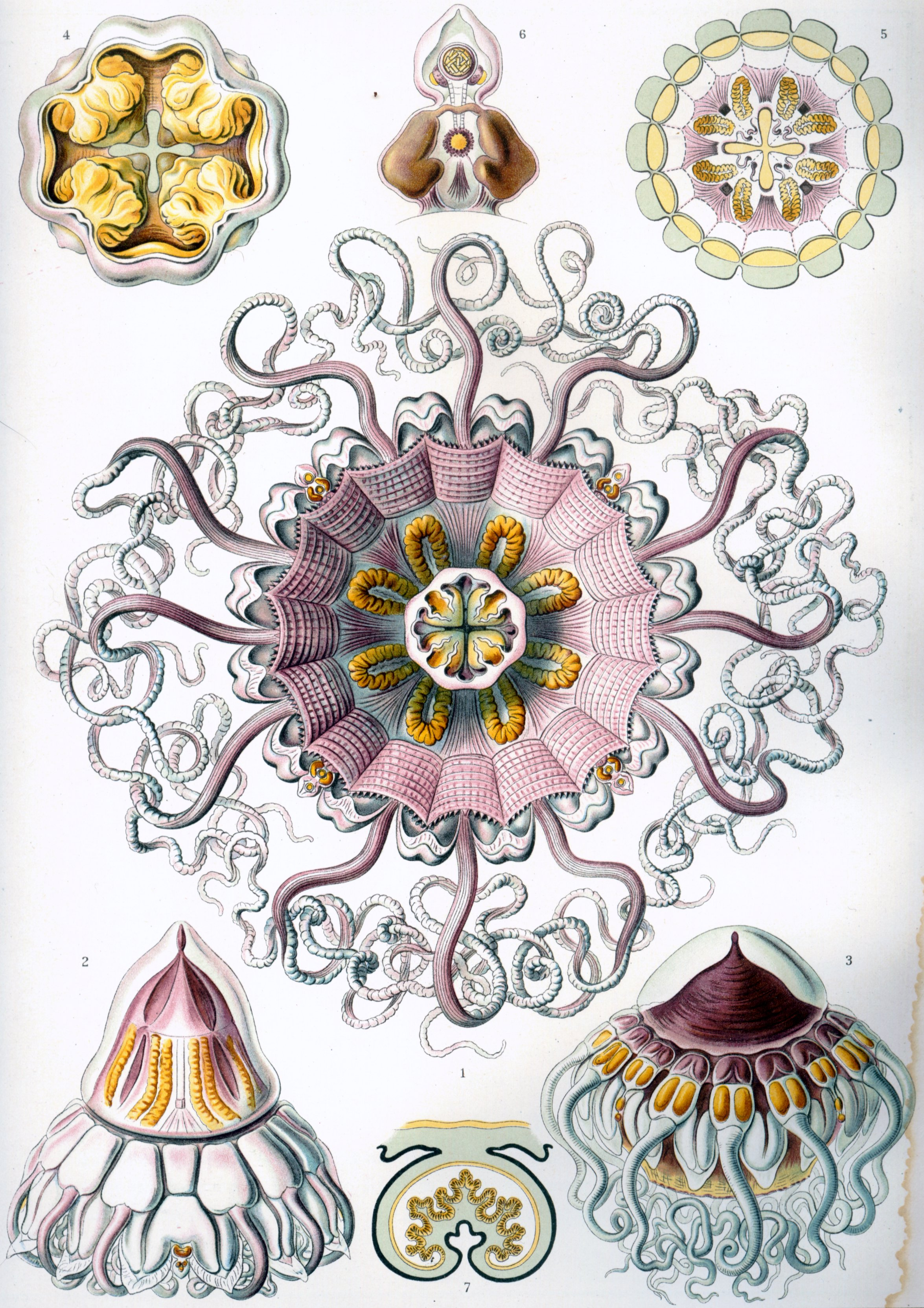
Peromedusae
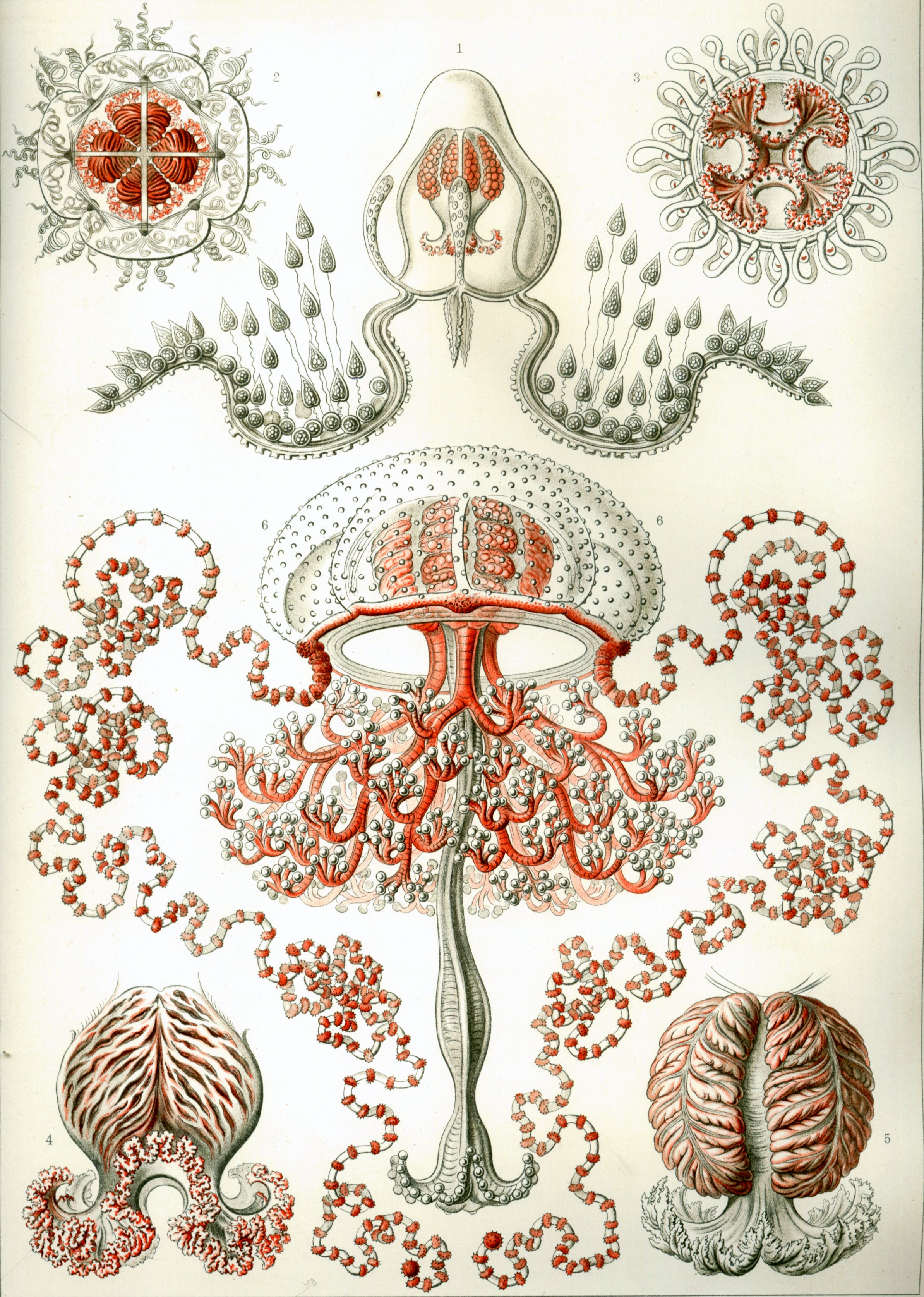
Anthomedusae
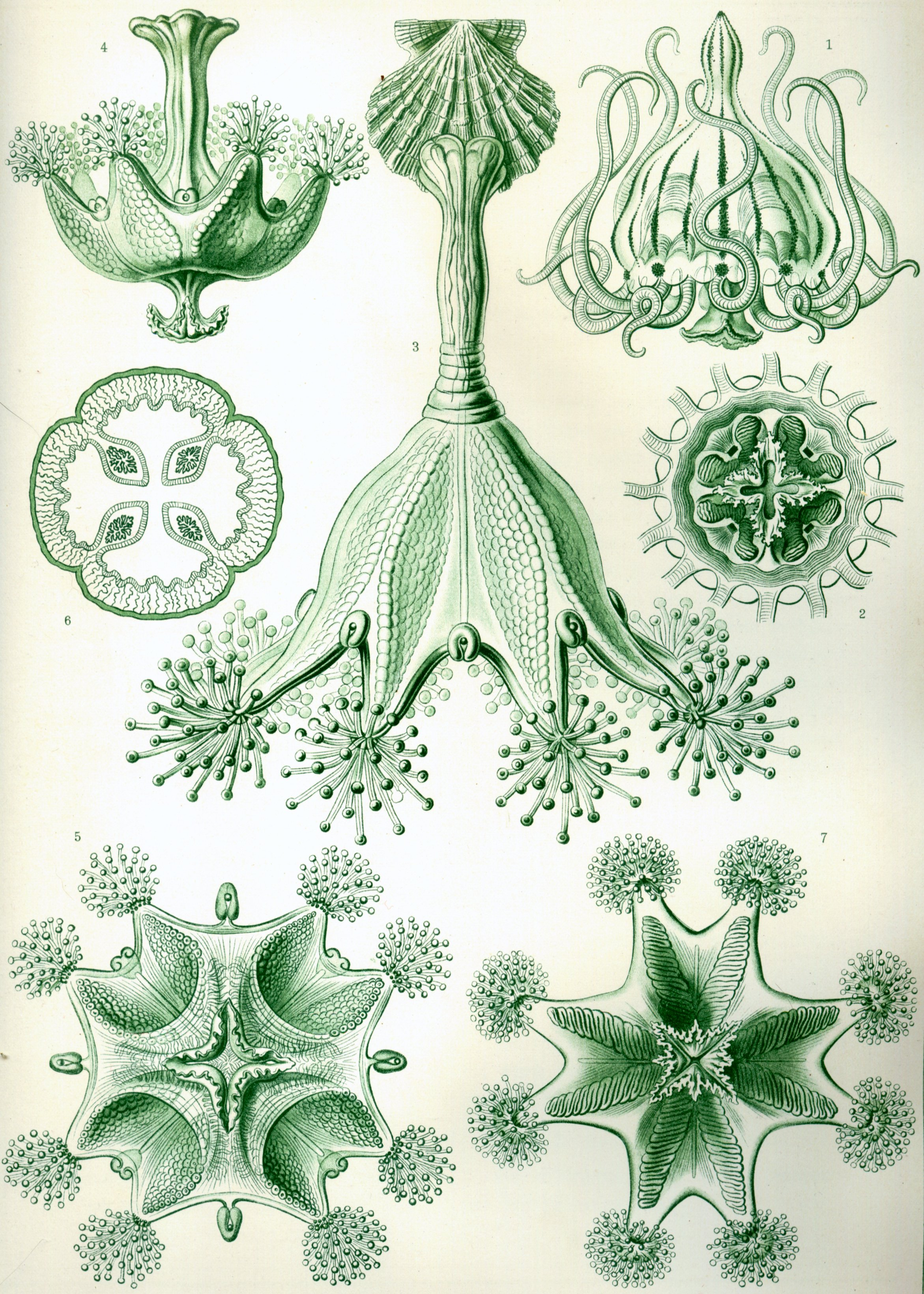
Stauromedusae
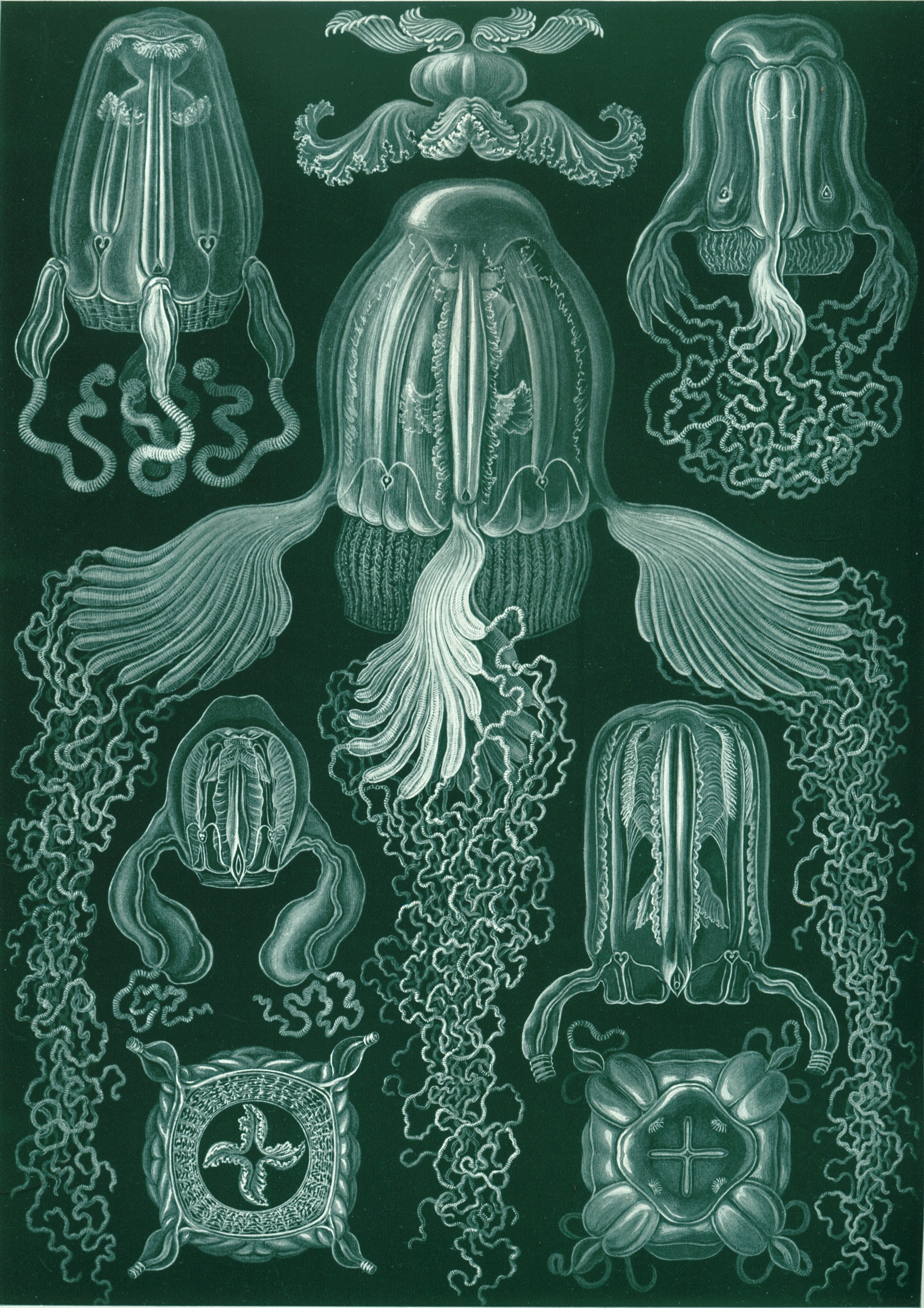
Cubomedusae ( ou Cubozoa)
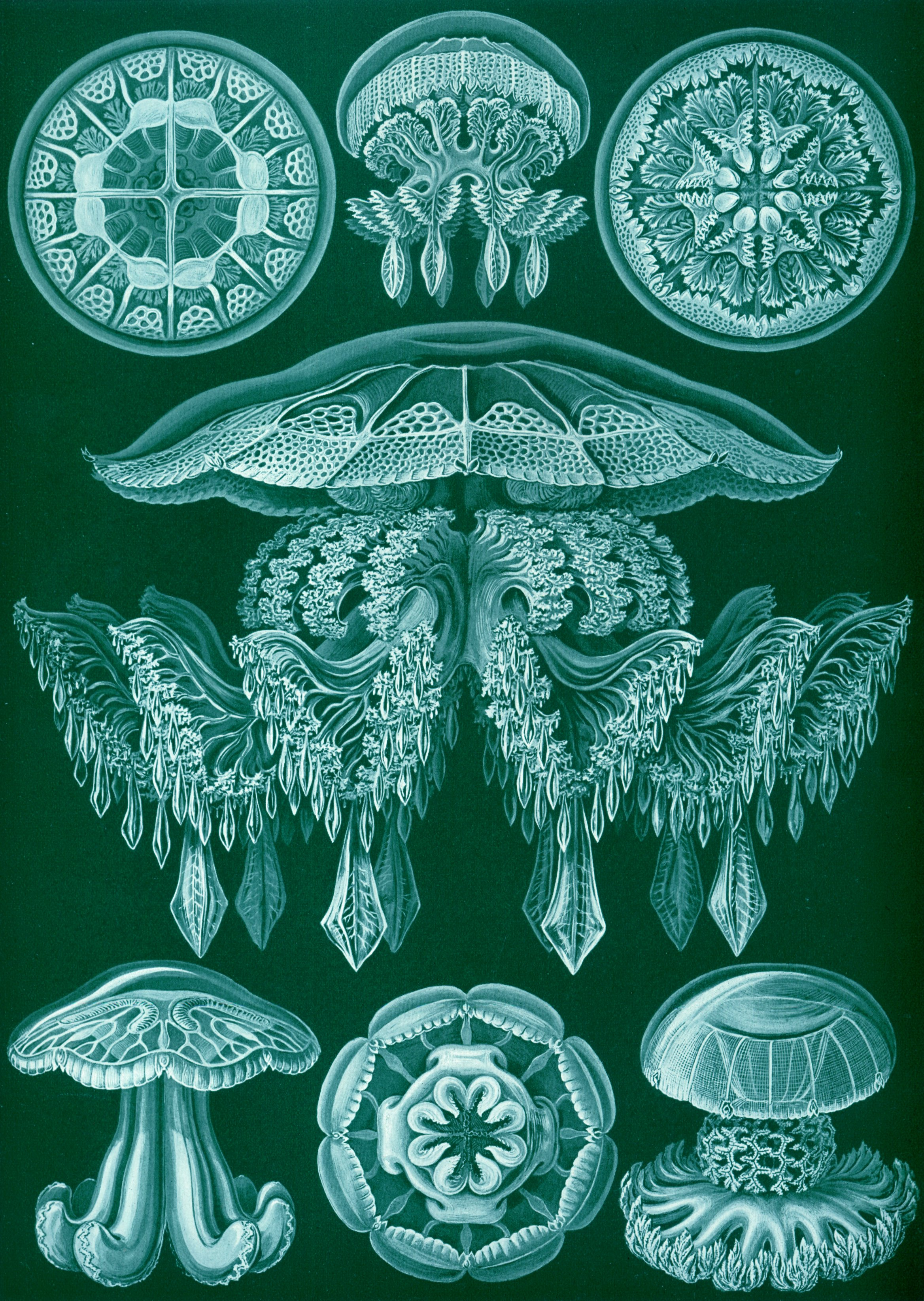
Discomedusae
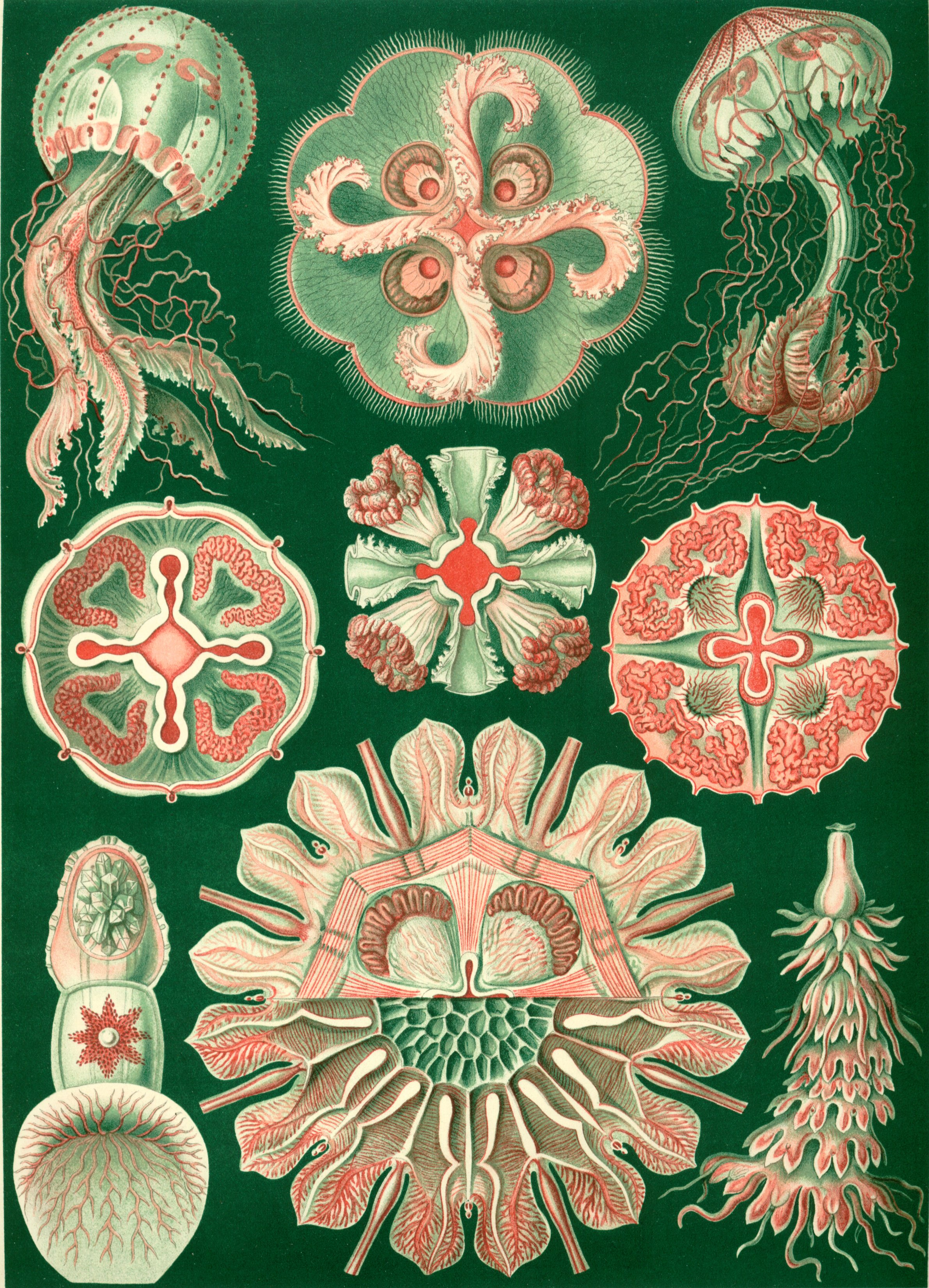
Discomedusae